# グラディウス・アーク -銀翼の伝説-
『グラディウス・アーク -銀翼の伝説-』(グラディウスアークぎんよくのでんせつ、GRADIUS ARC)は、携帯電話向けのブラウザゲーム。
2010年9月1日βテスト開始、9月30日より正式版運用開始。2011年2月14日サービス終了宣言、同年5月16日サービス終了。運営元は株式会社シーエー・モバイル。

## 概要
『グラディウス』の世界観をモチーフとした、独自のストーリーにて展開されるケータイオリジナル作品。ゲームジャンルは、公式サイトでは「ケータイRPG」と説明されているが、実際の内容はシミュレーション（ターン制ストラテジー）である。
コナミから正式ライセンスを受けた作品であるが、『グラディウスNEO』などの既に提供されているケータイゲームとは異なり、コナミネットDXとは別の独立したサイトにて提供されていた。よってコナミネットへの登録や月額は必要ない。
ゲーム自体の会員登録やプレイは無料で行えた。いわゆるアイテム課金が行われており、WebMoney、BitCash、ドコモ ケータイ払いによる支払いに対応していた。

## 対応機種
NTTドコモ
モトローラ、ノキア、サムスン等の海外製機種を除く、902/702シリーズ以降
au
W21Hを除くWIN機種
ソフトバンク
モトローラ、ノキア、サムスン、LG等の海外製機種を除く、702シリーズ以降
※国内外で販売されている全てのスマートフォンには非対応である。

## ストーリー
人類は亜空間跳躍技術を手にし、銀河を越えて発展を続けていた。人々は自らの生息圏を「オライオン星団」と呼び、星団を構成する「リーガス帝国」、「神聖アストラス法王国」、「ケイロス連邦」の三つの星系国家は、互いに覇権を競い合う。人々がかつて人類を幾度となく滅亡の淵に陥れた「バクテリアン」の恐怖を忘れ、その銀翼「ビックバイパー」を人間に向けようとしている、そんな時代の物語。
自機や敵キャラクター、武器などは既存のグラディウスシリーズで登場したものが使用されているが、ストーリー的に既存のシリーズとの関連性は持っておらず、パラレルワールド的な作品である。
なお、「アストラス」「リーガス」「ケイロス」の頭文字を取ると「ARC」となる。

## ゲームのルール
- プレイヤーはゲームのストーリー進行および、現在いる場所に応じた「ミッション」を受託する。
- ミッションを成功させると、報酬としてクリアランクに応じた経験値およびCP（ゲーム内通貨）が獲得できる。
- 自機のHPが0以下になったり、設定された条件を満たせなかった場合はミッション失敗となり報酬は得られない。ただしミッション中に敵ユニットを倒したことで手に入った経験値はそのまま獲得できる。
- ミッションは途中でリタイアすることも出来る。リタイアした場合はミッション中に手に入った経験値は破棄される。
- 経験値が貯まるとプレイヤーはレベルアップし、各種能力値を上げたり、能力を強化する「スキル」を手にすることが出来る。

### AP（アクションポイント）
ミッションに関連する行動はすべてこのAPを消費しないと行えない。
APは450で満タンであり、消費した場合は以下の方法で回復できる。
- 時間経過（3分で5ポイント回復）
- 敬礼ポイント（ポイントについては後述。100消費で満タンに回復、1日3回まで）
- 回復アイテム（1個消費で満タンに回復、1日何度でも）
- レベルアップ時（満タンに回復、1日何度でも）

### ターン進行
- ターン進行はフィールド上にいるユニットの機動力が高い順に行われる。
- プレイヤーの操作するユニット（自機・僚機ユニット）には、プレイヤーの所持するAPから50APが与えられる。
- ユニットには50APの範囲内で以下の行動を自由な順で実行させることができる。
（各種数値は初期のもの。搭乗機体や搭乗プレイヤーの職業、所持スキルによって違う数値となることがある）
  - 移動(20AP) - 上・下・左・右、いずれかの方向に1マス移動する。障害物や他のユニットがあるマスに重なることは出来ない（この際APは消費されない）。
  - 攻撃(30AP) - 上・下・左・右、いずれかの方向に向けて武器を発射する。武器が敵ユニットに命中しない状態では行うことが出来ない（この際APは消費されない）。
  - ワープ(30AP) - 上・下・左・右または斜めに2マス分移動することが出来る。途中に障害物等があっても飛び越えられるが、ワープが失敗する場合もある。失敗した場合は着地地点がずれたり、敵機と接触し攻撃を受けたり、自機のHPが半減することもある。
  - パワーアップ（AP消費なし） - パワーアップカプセルを持っている場合は、パワーアップが出来る。
  - アイテム使用（AP消費なし） - ミッション中に使用可能なアイテムがある場合は使用できる。
  - アクティブスキル発動（AP消費なし） - 使用可能なアクティブスキルがある場合は発動できる。
- そのターンでの行動を終えたら、「終了」を選択し次のユニットの操作に移る。
- フィールド上の全ユニットが行動を終えるとターン終了。

### パワーアップ
グラディウスシリーズのルールに則り、敵ユニットを倒すとパワーアップカプセルを取得することが出来、カプセルを消費することによって自機をパワーアップさせることが出来る。なお、味方機が複数いる場合のパワーアップカプセルは全員で共有されるので、自機が取得したカプセルを僚機のパワーアップに使うことが可能。
（各種数値は初期のもの。搭乗機体、装備している武装によって違う数値となることがある）
- スピードアップ（1カプセル、最大3段階） - 機動力が上がる（ターン内の行動順が早くなる）。攻撃の回避力が上がる。
- ミサイル（2カプセル、最大2段階） - 攻撃時に、同時にミサイルが発射され、与えるダメージが増大する。
- 副武装（3カプセル） - 副武装の効果を発揮させることが出来る。初期状態では副武装は所持していないため、ショップで買うなどして入手し、装備しておく必要がある。
- 主武器（4カプセル、最大2段階） - レーザーなどの主武器を発射することが出来る。初期状態では主武器は所持していないため、ショップで買うなどして入手し、装備しておく必要がある。
- オプション（5カプセル、最大2段階） - 攻撃ターゲット数増加と、回避率上昇の効果が付く。オプションの種類によって、両者の増加の割合は異なる。
- シールド（6カプセル） - 攻撃を受けた場合のダメージを軽減するシールドを展開する。

## システム

### 職業
職業は後述のスキルに影響する他、超時空戦闘機の搭乗条件にも含まれる。
ルーキー
初期の職業。
一定の条件を満たすと他の職業へクラスチェンジできるが、一度クラスチェンジするとルーキーに戻すことはできない。
ファイター
攻撃力と機動力のバランスが取れた職業。
クリティカル確率上昇やレーザー強化のスキルを覚える。攻撃で消費するAPが25に軽減され、1ターンに2回攻撃することが可能になる。
アタッカー
攻撃力重視の職業。
命中率アップやミサイル強化のスキルを覚える。ワープで消費するAPが35に増えるが、攻撃範囲および攻撃力が高い武器を使うことが出来る。
スカウター
高い機動力を持つ職業。
主に機動性関係のパラメータが上昇しやすく、ワープ系のスキルを覚える。ワープで消費するAPが25に軽減され、1ターンに2回ワープすることが可能になる。

### スキル
スキルはレベルアップ時に職業に応じたものが手に入る。機体の装備品と同じくミッション前に装備しておくことによって使用可能となる。
なお、パッシブスキルとアクティブスキルはどちらか1種類、1個だけしか装備できない（初期状態の場合）。
パッシブスキル
装備している間中その効果が発揮される。能力のパラメータが強化されるものが多い。
例：ミサイル技術Lv1（ミサイル攻撃力+10）
アクティブスキル
1ミッション中に一度だけ使用できる。行動の数値を直接強化できるものが多い。
例：ワープ距離アップLv1（ワープ距離が1マス多くなる）
常動スキル
持っているだけで効果が発揮されるもの。パッシブ/アクティブスキルと併用可能。
例：最大HPアップ+2

## アイテム
各アイテムはゲーム中で得たCPでショップで買うほか、課金アイテムの通貨「STAR」を持っていれば「スターズショップ」で交換できた。また、特典やプレゼントとしてアイテムや機体が手に入ることもある。

### 機体
パイロットの職業やレベルで搭乗できる機体は限られている。

### 装備品
主武装
グラディウスシリーズのパワーアップゲージにおける「ダブル」「レーザー」カテゴリの武器。
副武装
パワーアップカプセルを消費して使用することにより、武装ごとの効果（HP回復など）を得ることができる。副武装の耐久値は1回使用で1ずつ減り、修理をすることはできない。また、僚機として出撃している機体の副武装は使用できない。
ミサイル
グラディウスシリーズにおける「ミサイル」カテゴリの武器。
装甲
敵の攻撃を受けたときのダメージを軽減する。防御力は「対ショット」「対レーザー」「対ミサイル」に分かれており、それぞれに特化した装甲とバランス型の装甲が存在する。

### 修理
機体および装備品には「耐久度」が設定されており、使用したり敵の攻撃を受けたりすると低下する。オーバーヒートさせてしまうと大きく低下する。
CPもしくはSTARを支払って修理を実施すれば耐久度が最大値まで回復する。
耐久度が0になってしまうとその機体や装備品は壊れてしまい、新しく買いなおさなければいけなくなる。

### 消費アイテム
ミッション中に使用できる、HP回復などのアイテム。
消費アイテムはショップ・スターズショップで買うほか、ミッション中にマップ上の「スペースデブリ」を取得することでも手に入る（スペースデブリがどのアイテムとなるかはそのミッションを終了させるまで不明であり、すぐに使用できるわけではない。アイテムがもらえない場合もある）。

### アバターパーツ
2010年12月7日より「クローゼット」機能が実装され、デフォルトとは色が違うアバターパーツを使用することが可能になった。
アバターパーツは無料で手に入るものとSTARで手に入れるものがある。

## プレイヤー同士の交流
本作はいわゆるオンラインゲーム・ソーシャルゲームではなく、複数プレイヤーによるミッションの攻略は実装されていないが、以下のような、他のプレイヤーと交流することでのメリットが存在する。

### アークネット
ゲーム内でプレイヤー同士が会話（通信）をして楽しむ場。システムはTwitterと類似しており、「フォロー」している相手と自分の通信が表示される。一度に100文字まで書き込める。

### アークボード
2010年10月7日より実装。ゲーム中では「全体掲示板」とも表記されている。システムはカテゴリおよびトピックで話題が分けられている電子掲示板。一度に240文字まで書き込める。

### プレイヤー同士の関係
プレイヤー同士の関係は以下の4つに分けられる。
- 親友 - プレイヤーが、サイト内から紹介メールを出して、その相手が会員登録してプレイを始めた場合、この2名は「親友」同士となる。
- 相互フォロー - 「フォロー」をお互いにしている状態。
- フォロー - 「フォロー」をしている、あるいはされている相手。
- 他人 - 以上のような関係を持っていない相手。

### 敬礼
プレイヤーは他のプレイヤーに対して「敬礼」をすることができる。敬礼をした場合、その相手にお互いの関係に応じた「敬礼ポイント」を以下の通り与えることが出来る（1日3回まで）。
- 親友 - 1回4ポイント
- 相互フォロー - 1回3ポイント
- フォロー - 1回2ポイント
- 他人 - 1回1ポイント

プレイヤーが持つことの出来る敬礼ポイントの上限は999ポイントである。敬礼ポイントを100消費するとAPを満タンまで回復させることが出来る（1日3回まで）。

### 僚機
他のプレイヤーに対して「僚機申請」を行い、受理されれば互いが僚機登録される。登録は必ず相互になり、片方向の僚機関係は出来ない。
ミッションによっては、このプレイヤー機を「僚機」として伴わせ複数機で出撃することが出来る。移動や攻撃の性能、消費APなどは、その時の各プレイヤー機のものがそのまま適用されるため、良い性能の機体が僚機であればミッションを有利に進めることができる。
もし僚機を持っていない場合は、「インスタントマッチング」で、そのミッションのクリア者からランダムに選ばれたプレイヤーを僚機にして出撃することが出来るが、インスタントマッチングを使った場合はミッション受託に必要なAPが10増えてしまう。